# コマンド・リッジ
コマンド・リッジ（英語: Command Ridge）は、ナウル南西部にある丘。同国の最高地点で、標高は65メートル（70メートルとする場合もある）。アイウォ地区とブアダ地区の境界付近に位置し、コマンド・リッジの東にはブアダ礁湖がある。
太平洋戦争（大東亜戦争）時の日本軍陣地跡があり、錆びた銃/大砲など残骸が残されているほか、バンカーの壁にはかすかに日本語が書かれている。

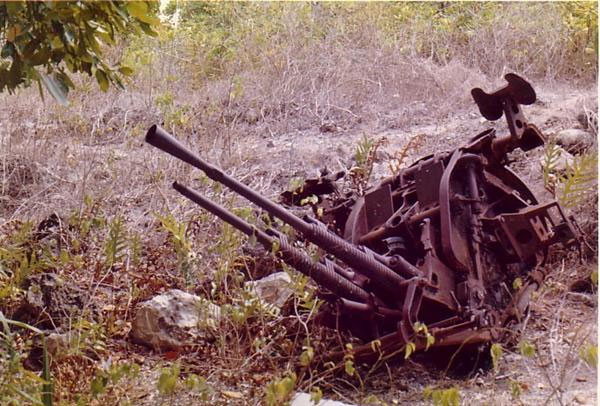
コマンド・リッジにある日本軍の兵器の残骸